# 警視庁 特務部 特殊凶悪犯対策室 第七課 -トクナナ-
『警視庁 特務部 特殊凶悪犯対策室 第七課 -トクナナ-』（けいしちょう とくむぶ とくしゅきょうあくはんたいさくしつ だいななか トクナナ）は、アニマ&カンパニーによる日本のテレビアニメ作品。2019年10月から12月までAT-Xほかにて放送された。
警察のはぐれ者「トクナナ」こと「特殊凶悪犯対策室第七課」のメンバーと現実世界を破壊しようと凶悪犯罪を起こす組織「ナイン」との戦いが描かれる。

## あらすじ
凶悪犯罪を起こす組織「ナイン」によるテロ事件があった。その事件に巻き込まれた当時中学生だった七月清司は、警察官に命を救われた。
事件から9年が経ち、自分の命を救ってくれた警察官に憧れたことを機に、自身も警官になっていた。
「ナイン」へ対抗策として、警察組織内で各分野のエキスパートを集め、「警視庁 特務部 特殊凶悪犯対策室 第七課」、通称「トクナナ」という対策室が組成された。七月は非番の日に巻き込まれた事件がきっかけとなり、その対策室に部署移動したことで所属する。次々引き起こる難事件に、七月と｢トクナナ｣のメンバーは身を投じていく。

## 企画
フロンティアワークスプロデューサー白石容子・アニメプロデューサー山田マヤによる、「犯人やトリックに重点を置かない1話完結の王道刑事モノ」かつ、「昔の刑事モノの某ドラマ」のようなはっちゃけたノリやコードネームの付いたキャラクター等の、往年の刑事ドラマ要素を現代風にアレンジしたアニメーションの構想が本作の企画の土台となった。

キャラクター原案が漫画家の黒乃奈々絵に決定してから栗山、東出以降のスタッフが招集された流れになる。
本作の企画が総監督の栗山貴行とシリーズ構成の東出祐一郎に届いたのは、2018年にアニマ&カンパニーNAZスタジオによるTVアニメが放送された『アンゴルモア 元寇合戦記』の制作等で多忙を極めていた栗山と、栗山のゲーム制作スタッフ時代の仕事仲間だった東出に、本作のスタッフ探しをしていた山田が声をかけた縁から。
東出は当初、3人程度の複数人での脚本執筆を想定して本作に携わっていたが「第1話から全部やってください」という上からのオーダーにより、脚本とシリーズ構成の両方を担当。最終的に全12話中10話分の脚本を執筆する運びになった。
制作にあたり東出と栗山は、当初はファンタジー要素の無い、現代劇TVドラマの刑事物の延長線上の作品を想定していた。初期段階ではプロデューサーからの『昔の某刑事ドラマ』のノリというオーダーに忠実に話作りをしていたが、『昔の某刑事ドラマ』をそもそも現代に再現してもギャグにしかならないという判断からコメディ路線での制作を提案していたという。この段階での本作に種族や魔法などの設定は存在せず、一ノ瀬栞は“カリスマ”のコードネーム通りバズーカ砲を振り回す完璧超人刑事だったとの事。
コメディアニメ路線への切り替えという東出の提案に対するプロデューサー陣の反応が振るわなかったため「これで駄目ならもう諦めよう」と種族等のファンタジー要素を投入してリアルさを軽減させる構成案が出、これを受けて『エルフやドラゴンなどの異種族が存在しているパラレルワールドの現代が舞台だが、刑事側は逮捕する時も超能力を使うわけではなくあくまで人間の現実的な力を使う』という本作の作風が決定した。

## 登場人物

### トクナナ
七月 清司（ななつき せいじ）
声 - 下野紘
本作の主人公の男性。24歳。血液型はO型。誕生日は7月12日。コードネームは「ルーキー」。
新米刑事。中学生のころに警官に命を救われたことがきっかけで警官を目指した。警察学校を卒業後に交番勤務となり、ようやく刑事になるももの非番の日に巻き込まれた強盗事件をきっかけに「トクナナ」に配属された。
9年前のエアポートテロ事件の折、彼の命を救った刑事曰くの「何らかの奇跡」を得ている。その奇跡とはウォーロックが儀式によって得ようとしていたドラゴンの力であり、その力のおかげで銃弾程度では死なない体になっている。その力を認識してからは自らロケットランチャーの弾頭を殴るなど、端から見たら無謀なことを行っている。
一ノ瀬 栞（いちのせ しおり）
声 - 津田健次郎
｢トクナナ｣に所属する男性刑事。35歳。血液型はAB型。誕生日は12月7日。コードネームは「カリスマ」。コードネームと自分の下の名前で呼ばれることを嫌っている。
｢トクナナ｣の頭脳担当であり、事件解決のため犯人に繋がる情報から推理して糸口を見つけるなどを行っている。疑り深い性分。警察官になった理由は、「正義」についてなんなのかを知りたくてなっている。FBIからも勧誘を受けたことがある。
容疑者として連行されている人物との取り調べで自白させたりするのに長けており、警察関係者には｢人の心が読める｣と称されているほど。けれど、その代わりに体力や射撃の腕は全く無く、拳銃は狙って撃っても当たらない。
過去にエアポートテロ事件の際に相棒を失ったことを今でも悔やんでいる。
二条 クジャク（にじょう クジャク）
声 - 鈴木達央
エルフ系の男性。25歳。血液型はA型。誕生日は11月23日。コードネームは「アナライザー」。コードネームで呼ばれることを嫌う。
｢トクナナ｣の情報分析担当。PCによって情報を調べるだけでなく、自身の持つ情報網を駆使している。
9年前のテロ事件で死亡した兄、三潴ルカの死の真相を追って情報屋の黒真珠と組み、刑事としての任務とは別に独自に行動している。兄を殺した人物を自らの手で殺すことだけを目標として生きてきている。
四季彩 紅音（しきさい あかね）
声 - 甲斐田裕子
ヴァンパイア（吸血鬼）系の女性。29歳。血液型はA型。誕生日は10月12日。コードネームは「サムライ」。既婚者。
｢トクナナ｣の戦闘分野を担当しており、日本刀と卓越した身体能力で戦う。身体能力も夜になればなるほど上昇し、夕方ですら壁を垂直ではなく平行に走ることができるほど。
ベルメール・サンク（Bellemer Cinq）
声 - 小澤亜李
ホムンクルス（人造人間）。12歳。血液型はB型。誕生日は2月22日。コードネームは「ニンジャ」。口癖は｢ニンジャですから｣。
｢トクナナ｣のメカニック担当。ドローンなどの様々な機械を用いてメンバーのバックアップをしている。後継人はボスである桐生院。
かつてはトクナナの事件捜査中に確保されたホムンクルスだったが、桐生院による政府との交渉により成人と同じ扱いで刑事としてトクナナに迎え入れられているという裏設定が本編外で公開されている。
遠藤 六輔（えんどう ろくすけ）
声 - 乃村健次
ドワーフ系の男性。58歳。血液型はO型。誕生日は8月16日。視力は4.0。コードネームは「スナイパー」。コードネームで呼ばれることを嫌っており、理由は｢呼ばれるとむず痒くなる｣から。娘がいる。
｢トクナナ｣の戦闘分野を担当しており、射撃のプロフェッショナル。主にスナイパーライフルによる狙撃を行っている。
桐生院左近零衛門（きりゅういんさこんぜろえもん）
声 - 森川智之
｢トクナナ｣をまとめる男性。誕生日は10月31日。コードネームは「ボス」。
｢トクナナ｣の創設者。メンバーに勝手にコードネームをつけているものの、過半数のメンバーには不評で｢コードネームでは呼ぶな｣と言われている。
その正体は九頭竜の最初の頭。そのため、ウォーロックのことを｢若造｣と呼んでいるが向こうには｢老いぼれ｣と呼ばれている。今は人間であるものの、ドラゴンの力は失ってはおらず、失ったのはドラゴンの姿だけである。

### その他
ウォーロック
声 - 平田広明
「ナイン」の首謀者。逮捕されたが、様々な事件の裏側で暗躍している。逮捕されていたウォーロックは身代わりにされた無関係な男性。本人はその間悠々と過ごしていた。世界を手に入れることを目的としており、竜の封印を破壊して回っていた。ナインによるテロ事件はその封印を破壊したことを隠すための隠れ蓑でもあり、ドラゴンへの信仰を集めるためでもあった。
正体は人間ではなく、ドラゴンである九頭竜の9つ目の頭。
謎の男 / 三潴 ルカ（みずま ルカ）
声 - 松岡禎丞
ウォーロックに付き従う男。ウォーロックに代わりテロの手回しやナイン信徒との交渉を務める。
正体は、9年前のテロ事件で死亡したとされていた一ノ瀬の元相棒で二条の兄。エアポートテロ事件の際、重傷を負ってたところをウォーロックに発見され、洗脳されたのちに配下とされていた。顔の中心にかけてソバカスが残る素朴な顔立ちをしていたが、ウォーロックに下ってから顔の中心に大きく付いた十字形の傷により、昔の面影は見る影もなく削り取られている。
二条の必死の説得によって、三潴ルカであったころの記憶などを思い出しており、ウォーロックとの最終決戦ではトクナナ側で闘っている。その後、自分が犯してしまった罪を償うために｢自分の信じる正義｣を行うために海外へ渡っている。偽名には｢7｣の意味を持つ言葉を入れている。
黒真珠（くろしんじゅ）
声 - 島﨑信長
二条クジャクと共犯関係にある情報屋。テロ実行犯に偽の情報を流して罠にはめ、逮捕への足がかりを作るなどの手段で二条のサポートを行っている。
有川 高穂（ありかわ たかほ）
捜査一課の刑事。栞の先輩。ドワーフ系。一時的にトクナナに配属になっている。
性格は真面目で堅物。栞が捜査一課にいたころもよく突っかかっており、嫌がらせをされ意趣返しをされている。
栞に、ルカという良い相棒に出会えたことを称賛している。
後に捜査一課に戻り、ナインの残党を逮捕するために海外に行くとのこと。

## スタッフ
- 総監督 - 栗山貴行[6]
- 監督 - 小坂春女[6]
- シリーズ構成 - 東出祐一郎[6]
- キャラクター原案 - 黒乃奈々絵[6]
- キャラクターデザイン - 飯島弘也[6]
- 総作画監督 - 滝川和男[6]
- プロップデザイン - ヒラタリョウ[6]
- 美術監督 - 柏村明香[6]
- 美術設定 - 福島孝喜[6]、枝松聖[6]
- 3D監督 - 三田邦彦
- 色彩設計 - 日比智恵子[6]
- 撮影監督 - 本台貴宏[6]
- 編集 - 櫻井崇[6]
- 音響監督 - えびなやすのり[6]
- 音楽 - 高橋諒[6]
- 音楽制作 - ランティス[6]
- 音楽プロデューサー - 竹山茂人
- プロデューサー - 白石容子、深尾聡志、田中翔、川崎夏子、礒谷徳知、山田一五、長岡浩平、成田拓也、安口晴悟
- スーパーバイザー - 菊池カツヤ
- アニメーションプロデューサー - 櫻井崇
- アニメーション制作 - アニマ&カンパニー[6]
- 製作 - 特殊凶悪犯対策室 第七課（フロンティアワークス、博報堂DYミュージック&ピクチャーズ、KADOKAWA、YTE、バンダイナムコアーツ、AT-X、アニマ&カンパニー、セガ エンタテインメント、東洋レコーディング、アルマビアンカ）

## 主題歌
「Take On Fever」
OLDCODEXによるオープニングテーマ。作詞はYORKE.、作曲はTa 2、編曲はeba。
「One Wish」
SCREEN modeによるエンディングテーマ。作詞・作曲・編曲は太田雅友。

## 各話リスト
| 話数       | サブタイトル                   | 脚本             | 絵コンテ     | 演出                       | 作画監督 |
| ---------- | ------------------------------ | ---------------- | ------------ | -------------------------- | --- |
| File.01    | 一は凶兆を、七は幸運を         | 東出祐一郎       | 大畑晃一     | 藤原和々                   | 中村真悟 田中考弘 武智敏光 桜井このみ 中島美子 南伸一郎 飯飼一幸 李周鉉 野村優真 多田和春                   |
| File.02    | 捜査する二人                   | 東出祐一郎       | 柳沢テツヤ   | 森友宏樹 小坂春女          | 奥山鈴奈 関根千奈未 Nyki Ikyn 七靈石 Tou Tou U Kon Son Hou Ryou Se Tei                                      |
| File.03    | 三重の罠                       | 東出祐一郎       | 滝川和男     | 飯村正之                   | Shin Min Seop                                                                                               |
| File.04    | 四人の家族                     | 東出祐一郎       | どじゃがげん | 神原敏昭                   | 井元一彰 岡本恵里香 渡部桂太 吉岡敏幸 桜井このみ                                                            |
| File.05    | 第五の封印                     | 東出祐一郎       | 羽原久美子   | 葛西良信 藤沢奈々子        | Joung Eun Joung Jeong Yeon Soon Kwon Oh Sik Ahn Hyo Jeong                                                   |
| File.06    | 六分間の死闘                   | 東出祐一郎       | 中込健人     | 中込健人                   | Shin Min Seop Shin Hyung Sik                                                                                |
| File.07    | 七日目は惰眠                   | 東出祐一郎       | 柳瀬雄之     | 藤原和々                   | Shin Jae Ik Kim Hyung Il Choi Byung Hee Oh Eun Soo Jeong Yeon Soon                                          |
| File.08    | 八フィートの逃げ道             | ヤスカワショウゴ | 玉川真人     | 長澤雄樹 小野隆宏 栗山貴行 | 奥山鈴奈 中熊太一 中村真悟 富山大輔 近藤いずみ 中島美子 櫻井拓郎 佐藤祐子 加藤義貴 Shin Min Seop 桜井このみ |
| File.EXTRA | 七月清司の駆け抜ける活動報告書 | -                | -            | -                          | - |
| File.09    | 九年の憤怒                     | ヤスカワショウゴ | 青木裕一朗   | 神原敏昭                   | 大高雄太 小松沙奈 佐藤沙奈栄 中野彰子 西島圭祐 吉岡敏幸 スタジオマスケット ティアトライブ 寿門堂            |
| File.10    | 十番目の竜                     | 東出祐一郎       | セトウケンジ | 飯村正之                   | Shin Min Seop                                                                                               |
| File.11    | 十一時の戦争                   | 東出祐一郎       | 飯田崇       | Jang Hee Kyu               | Shin Jae Ik Kim Hyung Il Jang Hee Kyu Oh Eun Soo Jeong Yeon Soon                                            |
| File.12    | ゼロからナナへ                 | 東出祐一郎       | 島津裕行     | 栗山貴行                   | 小峰正瀬 中村真悟 中熊太一 櫻井拓郎 佐藤裕子 加藤里香 近藤いずみ エカチエピルカ 小川エリ 寿門堂             |

## 放送局
| 放送期間                     | 放送時間                     | 放送局     | 対象地域 | 備考                                 |
| ---------------------------- | ---------------------------- | ---------- | -------- | ------------------------------------ |
| 2019年10月6日 - 12月29日     | 日曜 21:00 - 21:30           | AT-X       | 日本全域 | 製作参加 / CS放送 / リピート放送あり |
|                              | 日曜 22:00 - 22:30           | TOKYO MX   | 東京都   |                                      |
|                              | 日曜 23:30 - 月曜 0:00       | サンテレビ | 兵庫県   |                                      |
| 2019年10月7日 - 2020年1月6日 | 月曜 2:35 - 3:05（日曜深夜） | テレビ愛知 | 愛知県   |                                      |
| 2019年10月8日 - 12月31日     | 火曜 0:00 - 0:30（月曜深夜） | BSフジ     | 日本全域 | BS/BS4K放送 / 『アニメギルド』枠     |

| 配信開始日     | 配信時間        | 配信サイト |
| -------------- | --------------- | --- |
| 2019年10月6日  | 日曜 21:30 更新 | dアニメストア |
| 2019年10月13日 | 日曜 22:00 更新 | ニコニコチャンネル AbemaTV GYAO! ひかりTV FOD バンダイチャンネル Hulu J:COMオンデマンド ビデオパス アニメ放題 U-NEXT Amazonビデオ Rakuten TV DMM.com ビデオマーケット HAPPY!動画 ムービーフルplus |

## BD / DVD
| 巻 | 発売日         | 収録話          | 規格品番  | 規格品番  |
| 巻 | 発売日         | 収録話          | BD        | DVD       |
| -- | -------------- | --------------- | --------- | --------- |
| 1  | 2019年12月25日 | 第1話 - 第3話   | MFXA-0004 | MFBA-0006 |
| 2  | 2020年1月24日  | 第4話 - 第6話   | MFXA-0005 | MFBA-0007 |
| 3  | 2020年2月26日  | 第7話 - 第9話   | MFXA-0006 | MFBA-0008 |
| 4  | 2020年3月25日  | 第10話 - 第12話 | MFXA-0007 | MFBA-0009 |

## 漫画

### 警視庁 特務部 特殊凶悪犯対策室 第七課 トクナナ File.0
作画は漣ミサ。『月刊コミックジーン』（KADOKAWA）にて2019年6月号より連載。全2巻。アニメ本編の10年前にあたるトクナナ創設から9年前のエアポートテロ事件当日に至るまでの前日譚を取り扱う内容となる。

#### 登場人物
一ノ瀬 栞（いちのせ しおり）
File.0の主人公。当時25歳。ナイン関連事件を扱う新設部署「トクナナ」に配属される。
10年後と変わらない人を喰ったような性格に加え、年齢相応の歯に衣を着せない物言いと態度は三潴に頻繁に窘められている。
三潴 ルカ（みずま ルカ）
「トクナナ」初期メンバーかつ一ノ瀬の相棒。当時25歳。
何かと人に誤解されやすい一ノ瀬のフォロー役。
温和で裏表のない性格をしており、警察官になった理由も「人を助けるため」「弟に誇れる兄でありたい」。
短期留学中の「全然似てない弟」が居る。
桐生院左近零衛門（きりゅういんさこんぜろえもん）
トクナナ創設者。一ノ瀬栞、三潴ルカ、由崎近重、由崎悠、有川高穂をトクナナに招集した。
「ボス」の愛称は三潴ルカが命名。
由崎 近重（よしざき ちかしげ）
59歳。現場捜査担当の一ノ瀬と三潴に続き、裏方として招集された元刑事の鑑識。エルフ系。
由崎 悠（よしざき ゆう）
由崎近重の孫。期間限定のアルバイトとしてトクナナ入りした凄腕の高校生ハッカー。エルフ系。
有川 高穂（ありかわ たかほ）
捜査一課時代の一ノ瀬の元上司。捜査一課からトクナナに臨時配属される。
堅物な性格が災いし一ノ瀬に度々おちょくられているが、刑事としての実力は一ノ瀬も認めている。ドワーフ系。

### 警視庁 特務部 特殊凶悪犯対策室 第七課 -トクナナ-
作画はなまざかな。『月刊コミックガーデン』（マッグガーデン）にて2019年10月号より連載 。全2巻。本編のコミカライズとなる。

## 関連番組
AT-Xでは各話放送後に『トクナナ 捜査会議TV』として、七月清司役の下野紘、一ノ瀬栞役の津田健次郎、二条クジャク役の鈴木達央によるミニコーナーを放送。